# La Séparation (Dan Franck)
Pour les articles homonymes, voir La Séparation.
La Séparation est un roman de Dan Franck publié le 31 août 1991 aux éditions du Seuil et ayant reçu le prix Renaudot la même année, au troisième tour de scrutin, par cinq voix contre quatre à En douceur de Jean-Marie Laclavetine.

## Résumé
Un écrivain, marié, deux enfants, voit sa femme lui échapper, amoureuse d'un autre homme. Elle ne lui cache pas sa liaison, hésite à le quitter, et lui tente tout pour essayer de la retenir.

## Adaptation au cinéma
Christian Vincent en a tiré un film sorti en 1994 avec Daniel Auteuil et Isabelle Huppert, La Séparation. 

## Éditions
- La Séparation, éditions du Seuil, 1991,  (ISBN 978-2-02-013525-2). Rééd. revue et corrigée en 2021 chez Points